# Halictus dschulfensis
Halictus dschulfensis är en biart som beskrevs av Blüthgen 1936. Halictus dschulfensis ingår i släktet bandbin, och familjen vägbin. Inga underarter finns listade i Catalogue of Life.